# Instituto de Pesquisa das Nações Unidas para o Desenvolvimento Social
O Instituto de Pesquisa das Nações Unidas para o Desenvolvimento Social (UNRISD, do inglês United Nations Research Institute For Social Development) é um instituto independente das Nações Unidas, criado em 1963, e sediado em Genebra.
A agência se ocupa de pesquisas sobre os efeitos sociais do desenvolvimento econômico e da globalização.
O objetivo do instituto é estudar os problemas trazidos pelo desenvolvimento econômico (especialmente no Terceiro Mundo), levá-os ao conhecimento da opinião pública e contribuir para a busca de soluções. Através de suas pesquisas, o UNRISD estimula o diálogo, tanto no interior como no exterior do sistema das Nações Unidas, alimentando o debate político acerca das grandes questões do desenvolvimento social. O atual diretor é o britânico Paul Ladd.